# 90 (nombre)
Le nombre 90 (quatre-vingt-dix ou nonante) est l'entier naturel qui suit 89 et qui précède 91.

## En mathématiques
Le nombre 90 est :
- le sixième nombre à être quatre fois brésilien (ou 4-brésilien) car 90 = 6614 = 5517 = 3329 = 2244 ;
- la somme des carrés des entiers de 2 à 6 ;
- un nombre unitairement parfait ;
- un nombre oblong ;
- un nombre harshad en base dix ;
- un nombre nontotient ;
- la mesure en degrés d'un angle droit, donc des angles internes d'un carré et de l'angle opposé à l'hypoténuse dans un triangle droit.

## Dans d'autres domaines
Le nombre 90 est aussi :
- le numéro atomique du thorium ;
- le numéro de la sourate Al-Balad dans le Coran ;
- le numéro de l'Interstate 90, une autoroute aux États-Unis ;
- l'indicatif téléphonique international pour appeler la Turquie ;
- l'âge atteint par un nonagénaire ;
- l'identifiant ISBN pour les livres publiés aux Pays-Bas ;
- la vitesse maximale hors agglomération en Wallonie et à Bruxelles (en km/h) ;
- le no du département français du Territoire de Belfort ;
- des lignes de transports en commun : Ligne 90 .

## Linguistique
Le français possède deux mots pour le nombre 90 : nonante et quatre-vingt-dix. Aujourd'hui, quatre-vingt-dix est le plus répandu dans la francophonie.[réf. nécessaire]

### Nonante
En Europe, le terme nonante est utilisé de façon majoritaire en Suisse, en Belgique, au Luxembourg, en Vallée d'Aoste et en français de Jersey, mais également de façon minoritaire en Savoie.
Ailleurs dans le monde, il est employé dans la petite communauté acadienne, géo-linguistiquement isolée, de Wedgeport (en), à l'extrême sud de la Nouvelle-Écosse au Canada. Il est également employé en République démocratique du Congo, au Rwanda et au Burundi, qui étaient colonisés et administrés par la Belgique jusqu'à leur indépendance.
On l'emploie pour les ordres de bourse à la criée, afin d'éviter les confusions.
Il vient du latin nonaginta qui a aussi donné nonagénaire. Il reprend la construction logique des multiples de dix réguliers (après la trentaine) : quarante, cinquante, soixante, septante,  octante, nonante. Son incrémentation est semblable à celle de ces multiples : de nonante-et-un (91) à nonante-neuf (99). Son utilisation est donc identique à celle de quatre-vingt-dix : nonante-et-un, nonante-deux, nonante-trois, nonante-quatre, etc.

### Quatre-vingt-dix
En Europe, le terme quatre-vingt-dix est préférentiellement utilisé en France. Ailleurs dans le monde, il est employé au Québec et dans quelques autres pays issus de l'empire colonial français.
Les linguistes attribuent traditionnellement son origine au mode de calcul des Gaulois. Ceux-ci, en effet, comptaient par vingtaines et non par dizaines. Du système vicésimal sont également restés quatre-vingts et soixante-dix - forme mixte de trois-vingt-dix.